# Siganus sutor
Siganus sutor là một loài cá biển thuộc chi Cá dìa trong họ Cá dìa. Loài cá này được mô tả lần đầu tiên vào năm 1835.

## Từ nguyên
Từ sutor trong danh pháp của loài cá này trong tiếng Latinh có nghĩa là "thợ đóng giày", không rõ ám chỉ điều gì ở chúng. Theo nhà ngư học David J. Woodland, da của chúng quá mỏng để thuộc da làm giày, nhưng gai ở các vây có thể được dùng để đâm thủng da.

## Phạm vi phân bố và môi trường sống
S. sutor có phạm vi phân bố ở vùng biển Tây Ấn Độ Dương. Loài cá này xuất hiện dọc theo bờ biển các nước thuộc khu vực Đông Phi (trong vịnh Aden, từ Somalia trải dài đến Nam Phi), bao gồm vùng biển xung quanh Madagascar và các quốc đảo, bãi ngầm lân cận. S. sutor sống gần các rạn san hô và thảm cỏ biển gần bờ hoặc trong đầm phá ở độ sâu khoảng 12 m trở lại.

## Mô tả
Chiều dài cơ thể tối đa được ghi nhận ở S. sutor là 45 cm, nhưng thường được tìm thấy với kích cỡ phổ biến là 30 cm. S. sutor có màu nâu lục với những chấm trắng, thân dưới có màu trắng bạc. Khi gặp nguy hiểm, hoặc những lúc nghỉ ngơi vào ban đêm, cơ thể của S. sutor sẽ xuất hiện những mảng đốm màu nâu và trắng như ở một số loài cá dìa khác. Chúng có thể dựng đứng các gai ở vây khi bị đe dọa; các gai này có độc, có thể gây đau đớn nếu một người chạm phải, nhưng không có khả năng gây tử vong.

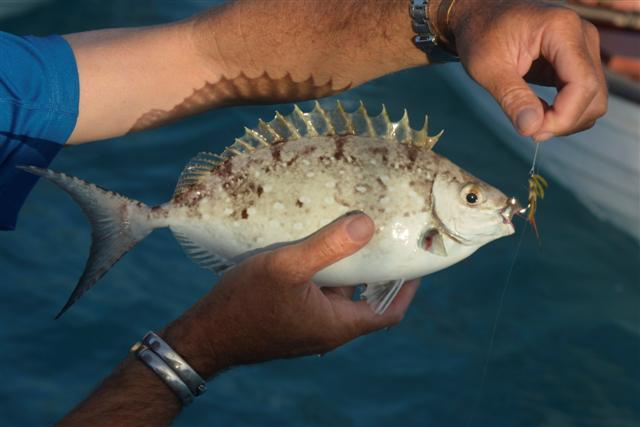
Một cá thể S. sutor câu được ở ngoài khơi Mauritius

Số gai ở vây lưng: 13 - 14; Số tia vây ở vây lưng: 10; Số gai ở vây hậu môn: 7; Số tia vây ở vây hậu môn: 9 - 10; Số gai ở vây bụng: 1; Số tia vây ở vây bụng: 5.

## Đánh bắt
S. sutor là một loài cá biển có tầm kinh tế - thương mại quan trọng, được đánh bắt ở khắp vùng biển các nước Đông Phi. Là một trong những loài cá được đánh bắt phổ biến nhất ở Kenya, S. sutor chiếm khoảng 40% sản lượng đánh bắt thủ công ở quốc gia này. Tuy nhiên, loài cá này cũng đang rơi vào tình trạng bị khai thác quá mức ở Kenya, cũng như các nước trong khu vực.
Lồng bẫy cá là vật dụng được sử dụng để đánh bắt các loài cá dìa ở Kenya. Hiệp hội bảo tồn Động vật hoang dã, Viện Nghiên cứu Biển và Nghề cá Kenya và Bộ Thủy sản Nhà nước đã khuyến khích việc thêm một lỗ thoát vào lồng bẫy để cá con và cá cỡ nhỏ có thể bơi ra khỏi bẩy.
Mùa sinh sản của S. sutor rơi vào hai giai đoạn: tháng một - tháng hai và tháng năm - tháng sáu.

## Nghiên cứu liên quan
S. sutor và hai loài cá khác (Lethrinus harak và Rastrelliger kanagurta) đã được sử dụng để nghiên cứu sự tích tụ sinh học của kim loại nặng ở cá biển ngoài khơi thành phố Dar es Salaam, Tanzania. Các nhà nghiên cứu đã đánh giá những rủi ro tiềm ẩn đối với sức khỏe con người, và đã chọn vây cá để kiểm tra nồng độ kim loại trong cơ thể cá. Kết quả cho thấy, vây cá chỉ có thể phát hiện được một số kim loại tồn tại trong cơ thể của cá. Mức độ hấp thụ các kim loại như nhôm, cadmi, đồng, sắt, chì và kẽm ở 3 loài cá này được ghi nhận là dưới mức tối đa mà FAO/WHO cho phép đối với các độc tố trong thực phẩm dùng cho con người, nhưng nồng độ asen lại cao hơn mức cho phép ở loài L. harak và R. kanagurta.